# 布施智治
布施 智治（ふせ ともはる、1977年11月9日 - ）は、日本のプロレスラー、総合格闘家、ボディビルダー。FFエンターテインメント代表。プロレスリングFWF所属。千葉県出身。身長184cm、体重110kg。血液型はA型。

## 来歴
1998年10月13日、北沢タウンホールでのvs佐藤耕平戦にてデビュー。
フリーを経て1998年12月11日に開催された「U-DREAM 98」よりプロフェッショナル・レスリングキングダムに入団。
2000年6月、興行会社「ファイターズファクトリーLPC」を設立。
2001年4月8日、異種格闘技興行『Dead or Alive.1』をもってキングダム退団を発表。
キングダムからの独立後、異種格闘技戦のスポーツ化を目指し自主興行を開催。
2002年7月25日、プロレスリングFWFを主宰開始。
2002年9月28日、地元最狂決定戦「DSG challenge」を開催開始。
2005年9月、「ファイターズファクトリーLPC」から「FFエンターテインメント」へ名称を変更。
2006年にはグレートプロレスリングに参戦。
2010年8月8日、ボディビル団体JPC主催のノービスクラス全日本選手権にて優勝。
2012年8月4日、横須賀基地で開催された「ボディビルディング＆フィギュア チャンピオンシップ」にてヘビー級3位入賞。
現在は試合の他、プロレス・格闘技イベント企画・開催やリング・レンタルなどの業務も行っている。

## 得意技
- 左ロー
- 右ミドル

## 入場テーマ曲
- 初代:「lasty nale」（X JAPAN）
- 二代目:「ガンマレイ」